# Daniil Kvyat
Daniil Kvyat (en russe : Даниил Вячеславович Квят, Daniil Viatcheslavovitch Kviat), né le 26 avril 1994 à Oufa en Russie, est un pilote automobile russe. Vice-champion en Eurocup Formula Renault 2.0 2012 et champion de GP3 Series 2013, il débute en Formule 1 avec la Scuderia Toro Rosso au Grand Prix d'Australie 2014 et rejoint l'écurie Red Bull Racing l'année suivante, aux côtés de l'Australien Daniel Ricciardo.
Le 5 mai 2016, Red Bull annonce sa décision à effet immédiat de transférer Daniil Kvyat chez Toro Rosso alors que le baquet de la voiture qu'il a piloté lors des quatre premiers Grand Prix de la saison 2016 est attribué à Max Verstappen.
Kvyat est remplacé par le Français Pierre Gasly pour le Grand Prix de Malaisie 2017 et le Grand Prix du Japon qui suit. Il revient au volant pour le Grand Prix des États-Unis où il prend le point de la dixième place, mais quelques jours plus tard, le 25 octobre 2017, il est évincé de l'équipe de façon permanente. En 2018, sans contrat, il devient pilote d'essai pour la Scuderia Ferrari et fait son retour chez Toro Rosso l'année suivante en tant que titulaire,. Il est conservé par son écurie pour la saison 2020 puis remplacé par Yuki Tsunoda en 2021 où il rejoint Alpine F1 Team comme pilote de réserve.

## Biographie

### Débuts en sport automobile
Le 19 juillet 2013, lors des essais privés de Silverstone, Kvyat pilote pour la première fois une Formule 1. Au volant d'une Toro Rosso STR8, il réalise le onzième temps des seize pilotes présents.
Le 21 octobre 2013, la Scuderia Toro Rosso annonce sa titularisation pour remplacer Daniel Ricciardo, promu chez Red Bull Racing. Daniil Kvyat, bien qu'ayant déclaré quelques semaines plus tôt qu'il ne se sentait pas prêt pour la Formule 1, devient le coéquipier de Jean-Éric Vergne pour le championnat du monde de Formule 1 2014,. Le 2 novembre 2013, il devient champion de GP3 Series, après sa victoire dans la première course à Abou Dabi.
Daniil Kvyat obtient sa superlicence l'autorisant à courir lors des weekends de Grand Prix le 8 novembre 2013 en parcourant plus de 300 kilomètres au volant d'une monoplace de 2011 sur le circuit italien de Misano. Le Russe remplace Jean-Éric Vergne lors des premiers essais libres du Grand Prix des États-Unis puis Daniel Ricciardo lui laisse son baquet pour les essais libres du Grand Prix du Brésil,.

### 2014: les débuts en Formule 1 avec Toro Rosso

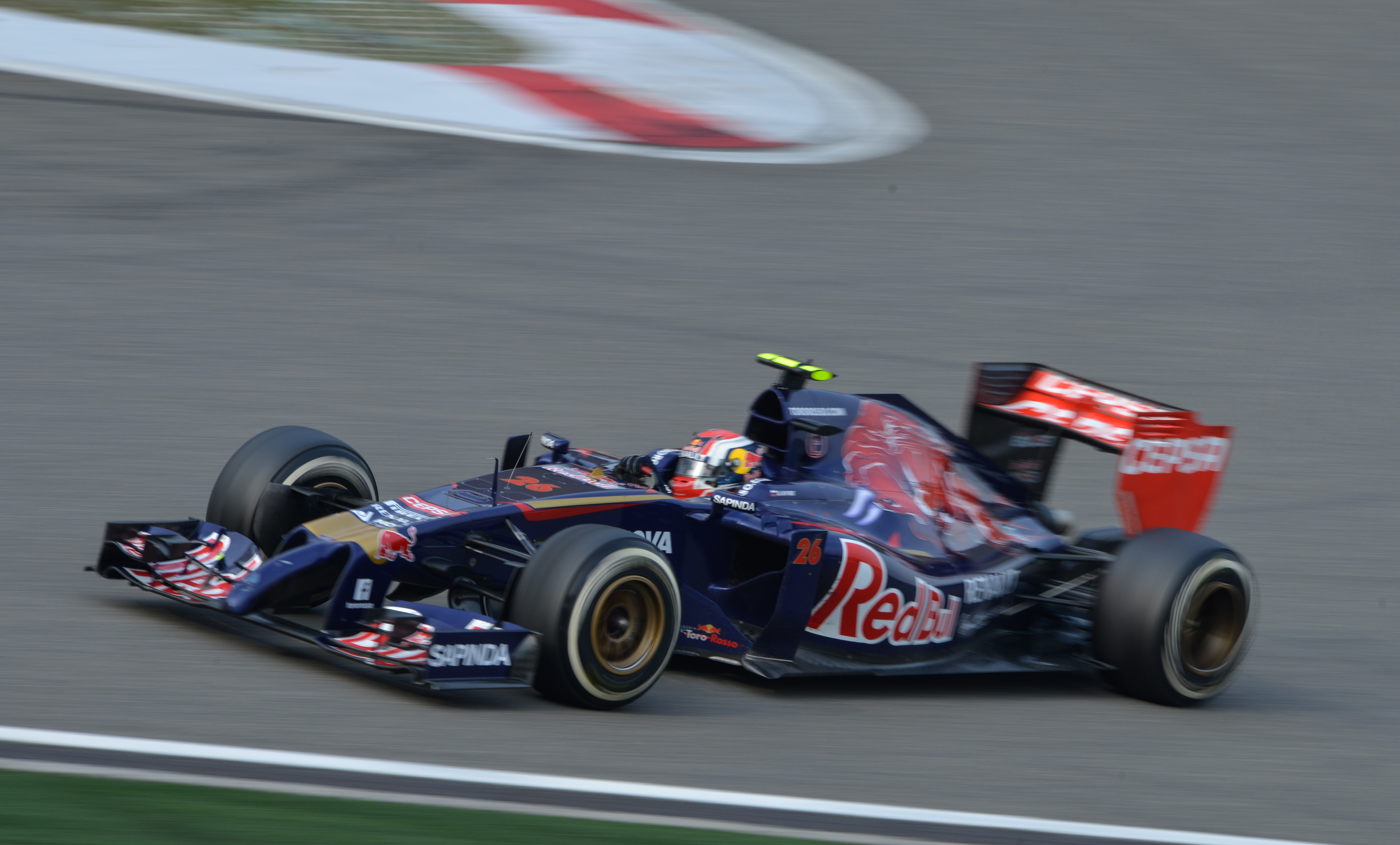
Daniil Kvyat au Grand Prix de Chine 2014.

En Australie, lors du Grand Prix d'ouverture de la saison, Daniil Kvyat se qualifie en huitième position. En terminant neuvième de la course derrière son coéquipier Jean-Éric Vergne, il devient, à 19 ans 10 mois et 18 jours, le plus jeune pilote à inscrire un point en championnat du monde ; il bat le précédent record de Sebastian Vettel, établi à 19 ans 11 mois et 14 jours en 2007(son record est battu par Max Verstappen en 2015).
Kvyat marque un nouveau point lors du Grand Prix suivant, en Malaisie. Onzième lors du Grand Prix de Bahreïn, il marque à nouveau en Chine où il se classe dixième. La suite de la saison s'avère beaucoup plus difficile et il termine quinzième du championnat. Le 4 octobre 2014, à la suite du départ de Sebastian Vettel à la fin de la saison, l'écurie Red Bull Racing annonce le recrutement de Kvyat pour le remplacer aux côtés de Daniel Ricciardo.

### 2015: transfert chez Red Bull

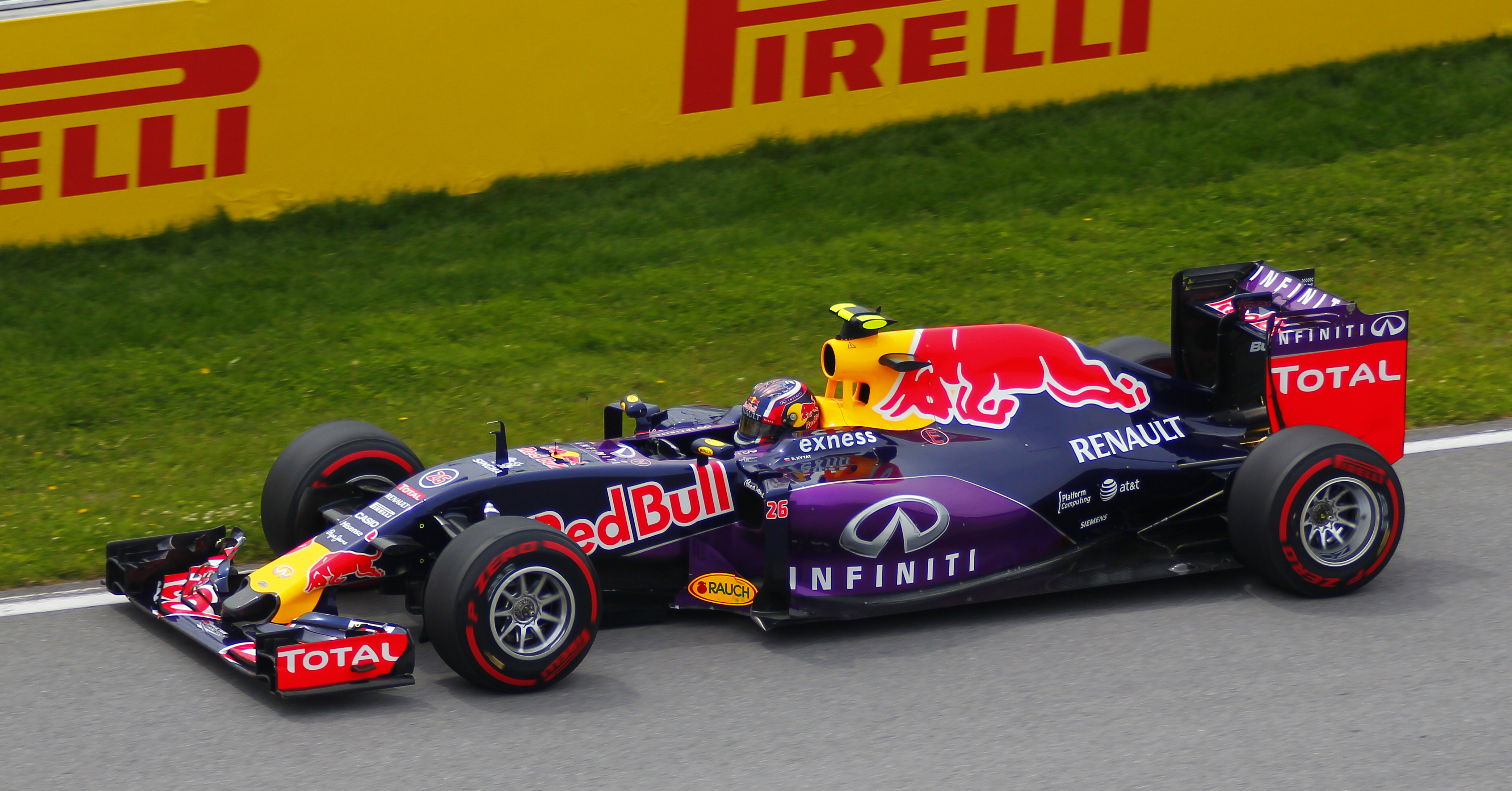
Daniil Kvyat au Grand Prix du Canada 2015.

Lors du Grand Prix inaugural, à Melbourne, Daniil Kvyat se classe treizième des qualifications, le lendemain, il ne dispute pas la course car sa boîte de vitesses casse durant le tour de mise en grille. Au Grand Prix suivant, cinquième des qualifications, il se classe neuvième de la course après s'être accroché avec Nico Hülkenberg. En Chine, il abandonne après une casse de son moteur. Il termine neuvième à Bahreïn et dixième en Espagne. Après ses cinq premières courses avec l'écurie autrichienne, Kvyat n'a alors inscrit que cinq points et pointe au quinzième rang du championnat. Sa saison va prendre de meilleurs couleurs par la suite : au Grand Prix de Monaco, il obtient son meilleur résultat depuis ses débuts en terminant quatrième, juste devant Ricciardo. Il finit ensuite neuvième au Canada, puis hors des points en Autriche avant une sixième place en Grande-Bretagne.
Au Grand Prix de Hongrie, parti de la septième place, il profite de l'abandon de Kimi Räikkönen et du ratage des Mercedes, Nico Rosberg s'accrochant avec son coéquipier Ricciardo en fin de course, pour terminer deuxième et devenir le deuxième pilote russe à monter sur un podium après Vitaly Petrov, lequel avait terminé troisième au Grand Prix d'Australie 2011. Kvyat marque des points lors des trois Grands Prix suivants mais, lors de la troisième phase des qualifications du Grand Prix du Japon, il perd le contrôle de sa monoplace et percute violemment les rails ; le lendemain, parti des stands, il finit treizième.
Il termine cinquième de son Grand Prix national puis, quinze jours plus tard, au Grand Prix des États-Unis, perd le contrôle de sa voiture après avoir mis deux roues dans l'herbe artificielle et tape le rail, ce qui provoque son abandon, alors que lui et son équipier se battaient aux avant-postes pour une des rares fois de la saison. Il renoue avec les points au Grand Prix suivant, au Mexique, en finissant quatrième ; le lendemain Christian Horner confirme sa reconduction pour une nouvelle saison. Septième du Grand Prix du Brésil puis dixième à Abou Dhabi, il termine sa première saison chez Red Bull Racing à la septième place du championnat du monde avec 95 points, et trois points de plus que son coéquipier Daniel Ricciardo.

### 2016: début de saison mitigé et retour chez Toro Rosso

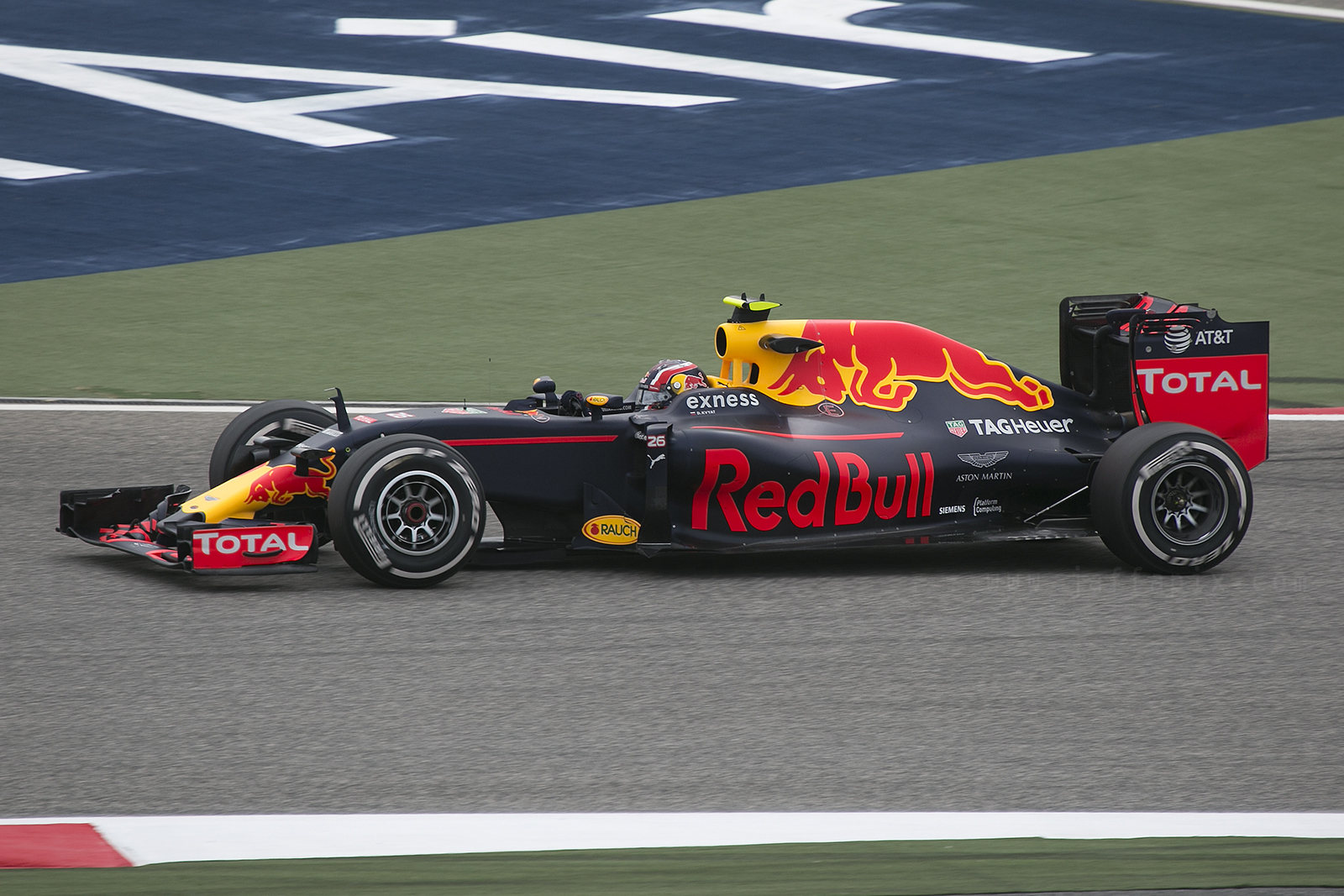
Daniil Kvyat sous les couleurs de Red Bull au Grand Prix de Bahreïn 2016.

Pour l'ouverture de saison, en Australie, le scénario de la saison dernière se répète : Kvyat ne peut prendre le départ à cause d'un souci technique. Il termine ensuite septième à Bahreïn.
Lors du départ en Chine, il provoque un accrochage entre les Ferrari de Sebastian Vettel et de Kimi Räikkönen en s'infiltrant à l'intérieur au premier virage. Vettel et Kvyat, deuxième et troisième, s'expliqueront lors de l'avant-podium, le pilote Ferrari reprochant au pilote Red Bull sa manœuvre du premier tour, et le Russe rétorquant qu'il n'a fait que tenter sa chance. Cela place en tout cas Kvyat provisoirement septième du championnat avec 21 points. Cela sonne en vérité le début de la fin pour le jeune pilote russe.
Au Grand Prix de Russie, il provoque un nouvel incident de course au premier tour. Par deux fois, le Russe heurtera la Ferrari de Vettel, provoquant l'abandon de celui-ci, mais, plus grave encore, cet incident ruine également la course de son équipier Daniel Ricciardo, amenant à un zéro pointé pour l'écurie autrichienne.

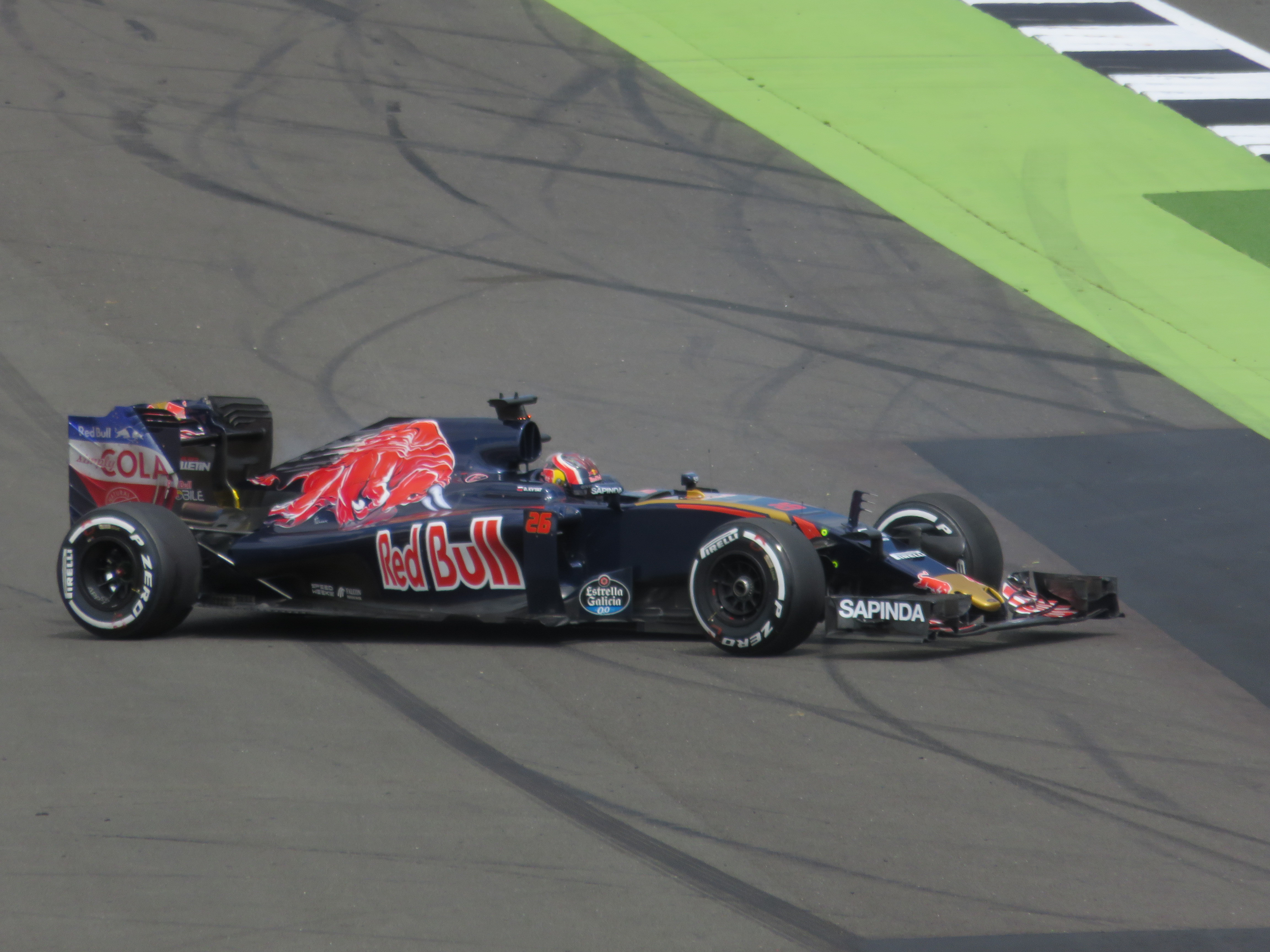
Kvyat au volant de la Toro Rosso au Grand Prix de Grande-Bretagne.

Red Bull annonce, le 5 mai 2016, dans la semaine précédant le Grand Prix d'Espagne, le transfert de Max Verstappen de la Scuderia Toro Rosso vers Red Bull Racing par échange de sa place avec Daniil Kvyat, rétrogradé chez Toro Rosso en raison du double incident à Sotchi. Christian Horner, le directeur de Red Bull Racing déclare : « Max a prouvé qu'il avait déjà beaucoup de talent, ses performances chez Toro Rosso ont été impressionnantes et nous sommes ravis de lui donner l'opportunité de piloter pour Red Bull. Nous avons la chance d'avoir quatre pilotes avec des longs contrats, nous pouvons donc les transférer d'une équipe à une autre. Daniil pourra continuer sa progression chez Toro Rosso, dans une écurie qu'il connaît bien et où il pourra démontrer tout son potentiel. » Pour son retour chez Toro Rosso, il termine dixième et réalise son premier meilleur tour en course, le premier également de son écurie, tandis que son remplaçant Verstappen remporte son premier Grand Prix.
Jusqu'à la fin de la saison, il n'entrera qu'à deux reprises dans les points, avec une dixième place en Grande-Bretagne et une neuvième à Singapour. Il termine finalement cette saison 2016 à la quatorzième place avec 25 points, loin de son nouvel équipier Carlos Sainz Jr., douzième avec 46 points, et totalement éclipsé chez Red Bull par Verstappen, cinquième du championnat avec sept podiums.

### 2017: éviction en cours de saison

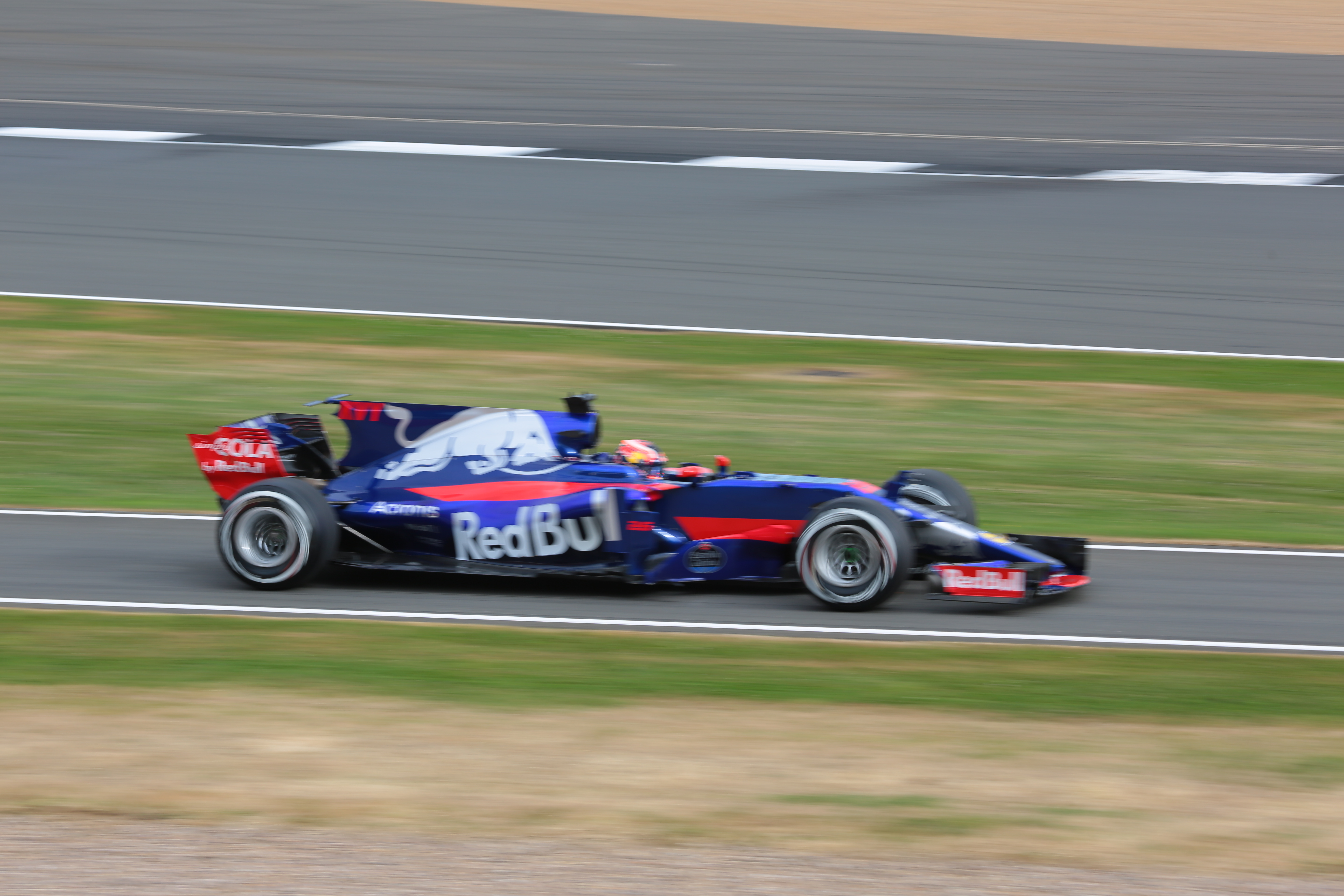
Daniil Kvyat au Grand Prix de Grande-Bretagne 2017.

En 2017, Daniil Kvyat reste chez Toro Rosso aux côtés de Carlos Sainz Jr. À nouveau, le Russe est nettement dominé par l'Espagnol qui inscrit souvent des points tandis que Kvyat ne récolte que deux neuvièmes places en Australie et en Espagne.
Il est à nouveau impliqué dans un incident de course avec son coéquipier lors du premier tour du Grand Prix de Grande-Bretagne : les Toro Rosso sont à la lutte mais une mauvaise manœuvre du Russe l'amène à harponner son coéquipier qui abandonne. La tension monte encore d'un cran entre les deux pilotes. Tandis que Sainz continue de marquer des points, Kvyat s'en trouve incapable et adopte un comportement erratique. Ainsi, au Grand Prix de Singapour, Sainz Jr. finit quatrième quand Kvyat termine sa course au onzième tour, dans un mur de pneus.
Le 26 septembre 2017, Toro Rosso annonce que le Français Pierre Gasly, pilote de réserve de la Scuderia Toro Rosso, prend sa place pour les Grands Prix de Malaisie et du Japon. Gasly étant parti disputer la dernière manche de Super Formula, où il joue le titre, et Carlos Sainz Jr. étant parti chez Renault, Kvyat fait son retour au Grand Prix des États-Unis aux côtés d'un nouveau coéquipier : le Néo-Zélandais Brendon Hartley. Comme il était attendu, le Russe est devant Hartley durant tout le week end, et en terminant dixième, il inscrit son premier point depuis douze courses et le Grand Prix d'Espagne en mai, mais cela ne suffit pas pour sauver sa place : le 25 octobre 2017, Helmut Marko confirme que « Daniil Kvyat ne reviendra pas » après le Grand Prix des États-Unis. Pierre Gasly et Brendon Hartley font équipe chez Toro Rosso jusqu'à la fin de la saison 2017. Le pilote russe termine sa saison avec Toro Rosso à la dix-neuvième place du championnat, avec cinq points.

### 2018-2021: Ferrari, Toro Rosso et Alpine

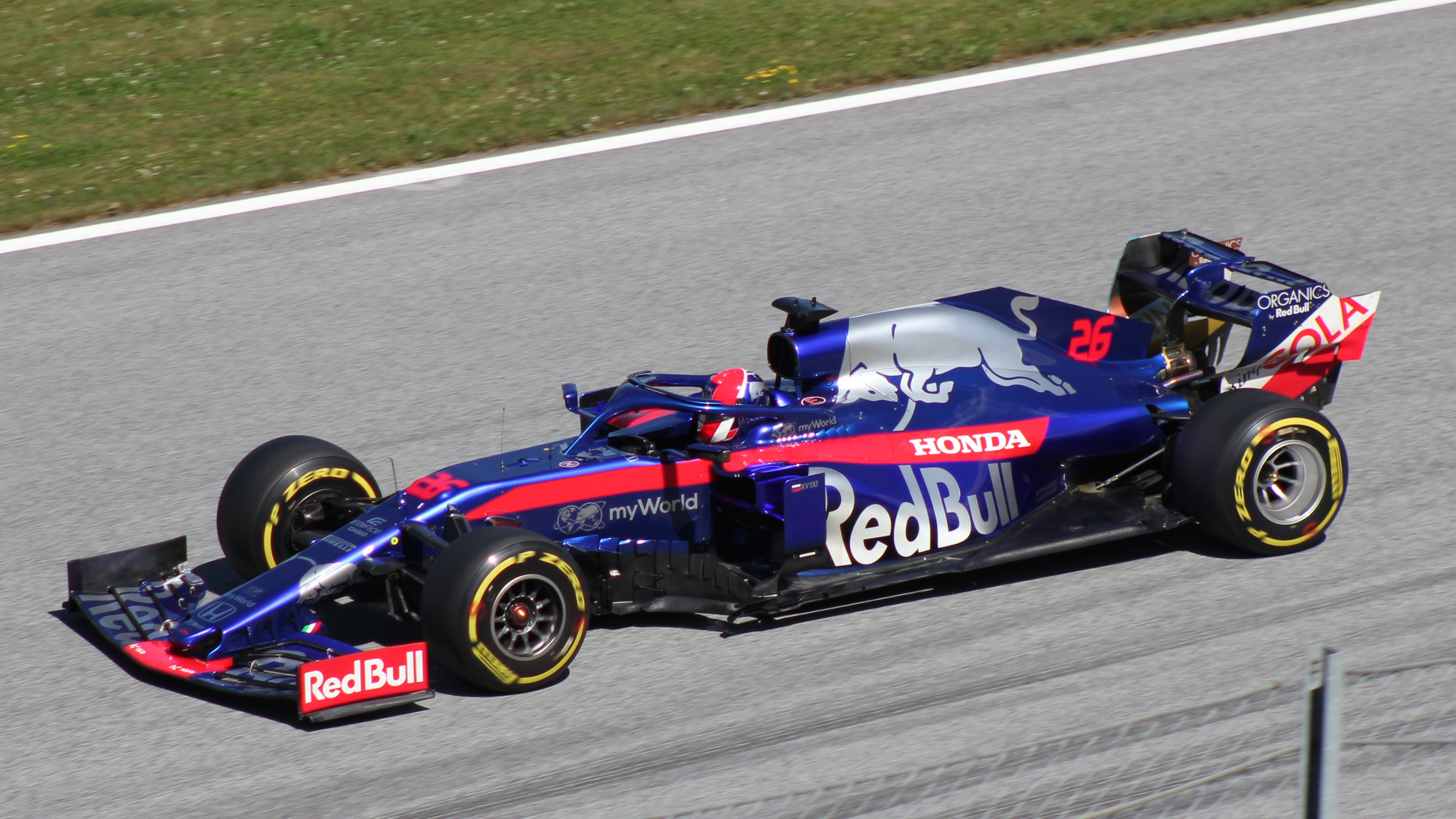
Daniil Kvyat au Grand Prix d'Autriche 2019.

Le 10 janvier 2018, Daniil Kvyat devient pilote de développement pour Ferrari pour la saison 2018. Le 29 septembre 2018, Toro Rosso annonce son retour pour la saison 2019 où il remplace Pierre Gasly promu chez Red Bull Racing
En Australie, pour son premier Grand Prix depuis un an et demi, Daniil Kvyat termine dixième, inscrivant son premier point depuis le Grand Prix des États-Unis 2017. Il ne marque pas lors des trois courses suivantes mais revient dans les points en Espagne avec la neuvième place, à Monaco, où il se classe septième, son meilleur résultat en plus de trois ans, au Canada, avec la dixième place.
Durant l'été, il termine neuvième à Silverstone et s'illustre en Allemagne où, parti quatorzième, il termine troisième d'un Grand Prix pluvieux ; c'est son premier podium depuis le Grand Prix de Chine 2016 et le premier pour la Scuderia Toro Rosso depuis la victoire de Sebastian Vettel au Grand Prix d'Italie 2008, également disputé sous la pluie. En Belgique, il termine septième. En Italie, alors qu'il était dans les points durant la course, il subit une fuite d'huile et abandonne. Les deux courses suivantes, il ne marque pas de points. Au Japon, il se qualifie quatorzième et termine dixième, grâce aux disqualifications des deux pilotes Renault. Lors des deux courses suivantes, il termine hors des points.
Toro Rosso, qui devient ensuite la Scuderia AlphaTauri, confirme Daniil Kvyat pour la saison 2020, toujours aux côtés de Pierre Gasly. Au terme de la saison, le Russe termine treizième du championnat avec 37 points.
Le 17 décembre 2020, la Scuderia AlphaTauri annonce le remplacement de Kvyat par Yuki Tsunoda pour la saison 2021 de Formule 1. Le 2 mars 2021, Daniil Kvyat rejoint l'équipe Alpine F1 Team comme pilote de réserve.

### 2022-2023: en Endurance

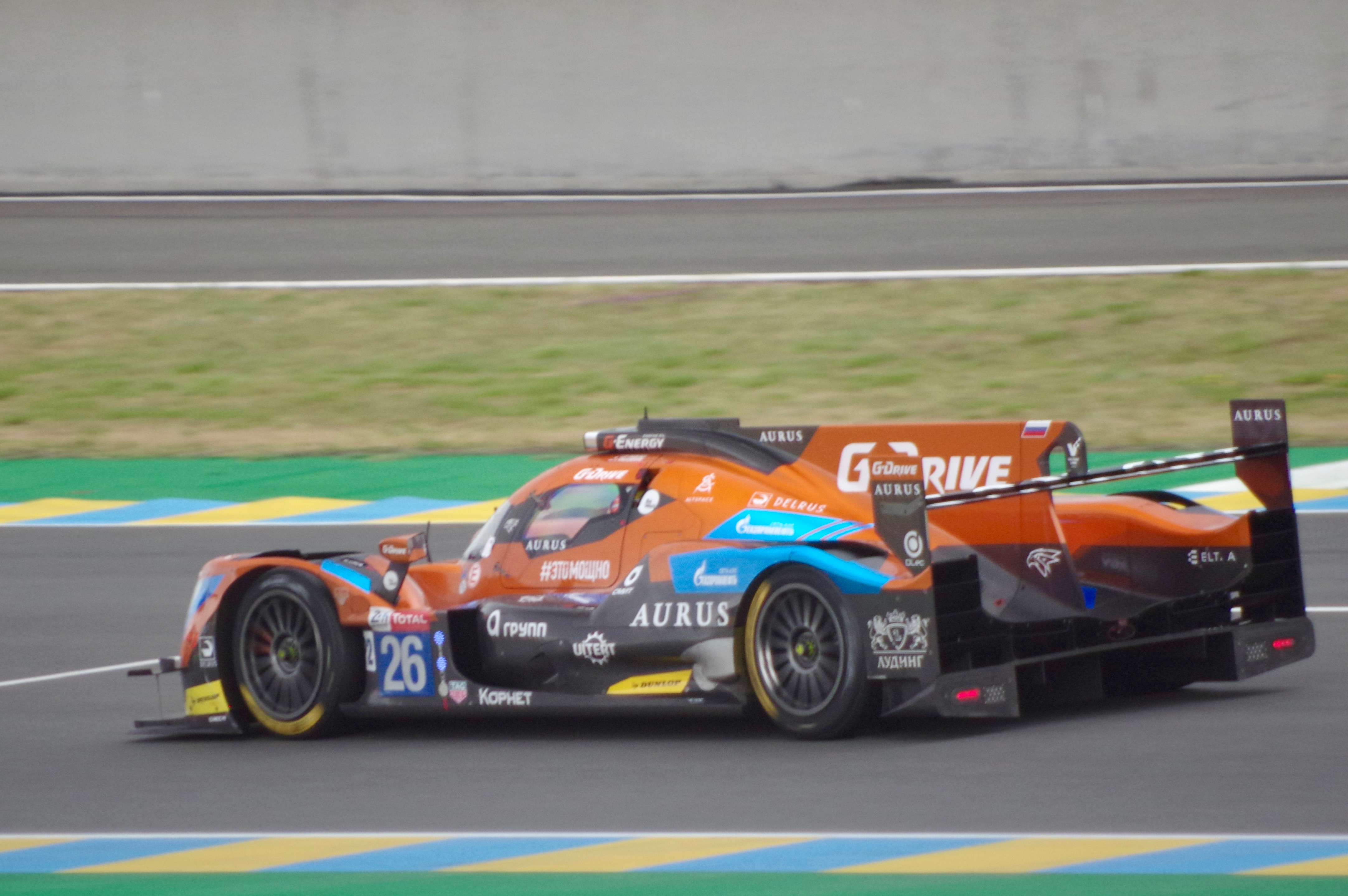
L'Aurus 01 no 26 de l'écurie G-Drive Racing lors des 24 Heures du Mans 2019.

Après avoir testé une Oreca 07 fin 2021 dans le but de participer au Championnat du monde d'endurance FIA, Daniil Kvyat est recruté par l'écurie russe G-Drive Racing afin de participer, en catégorie LMP2 avec une Oreca 07, à l'European Le Mans Series 2022 et au Championnat du monde d'endurance FIA 2022 ; ses coéquipiers sont l'Australien James Allen et l'Autrichien René Binder,.
En février 2023, l'écurie Prema Racing officialise la venue de Daniil Kvyat pour le championnat WEC en catégorie LMP2.

## Résultats en championnat du monde de Formule 1
| Saison | Écurie                              | Châssis                        | Moteur                                              | Pneus   | GP disputés | Pole positions | Victoires | Podiums | Dans les points | Records du tour | Points inscrits | Classement |
| ------ | ----------------------------------- | ------------------------------ | --------------------------------------------------- | ------- | ----------- | -------------- | --------- | ------- | --------------- | --------------- | --------------- | ---------- |
| 2014   | Scuderia Toro Rosso                 | Toro Rosso STR9                | Renault V6 turbo hybride                            | Pirelli | 19          | 0              | 0         | 0       | 5               | 0               | 8               | 15e        |
| 2015   | Infiniti Red Bull Racing            | Red Bull RB11                  | Renault V6 turbo hybride                            | Pirelli | 18          | 0              | 0         | 1       | 14              | 0               | 95              | 7e         |
| 2016   | Red Bull Racing Scuderia Toro Rosso | Red Bull RB12 Toro Rosso STR11 | TAG Heuer V6 turbo hybride Ferrari V6 turbo hybride | Pirelli | 20          | 0              | 0         | 1       | 5               | 1               | 25              | 14e        |
| 2017   | Scuderia Toro Rosso                 | Toro Rosso STR12               | Renault V6 turbo hybride                            | Pirelli | 15          | 0              | 0         | 0       | 3               | 0               | 5               | 19e        |
| 2019   | Red Bull Toro Rosso Honda           | Toro Rosso STR14               | Honda V6 turbo hybride                              | Pirelli | 21          | 0              | 0         | 1       | 9               | 0               | 37              | 13e        |
| 2020   | Scuderia AlphaTauri Honda           | AlphaTauri AT01                | Honda V6 turbo hybride                              | Pirelli | 17          | 0              | 0         | 0       | 7               | 0               | 32              | 14e        |

| 2014 | Scuderia Toro Rosso       | Toro Rosso STR9  | Renault V6 turbo hybride Energy F1-2014 | P | AUS 9    | MAL 10   | BHR 11   | CHI 10   | ESP 14 | MON Abd. | CAN Abd. | AUT Abd. | GBR 9    | ALL Abd. | HON 14 | BEL 9  | ITA 11 | SIN 14   | JPN 11 | RUS 14   | USA 15 | BRE 11 | ABU Abd. |        |          | 15e | 8  |
| 2015 | Infiniti Red Bull Racing  | Red Bull RB11    | Renault V6 turbo hybride Energy F1-2015 | P | AUS Np.  | MAL 9    | CHI Abd. | BHR 9    | ESP 10 | MON 4    | CAN 9    | AUT 12   | GBR 6    | HON 2    | BEL 4  | ITA 10 | SIN 6  | JPN 13   | RUS 5  | USA Abd. | MEX 4  | BRE 7  | ABU 10   |        |          | 7e  | 95 |
| 2016** | Red Bull Racing           | Red Bull RB12    | TAG Heuer V6 turbo hybride R.E.16       | P | AUS Np.  | BHR 7    | CHI 3    | RUS 15   |        |          |          |          |          |          |        |        |        |          |        |          |        |        |          |        |          | 14e | 25 |
| 2016** | Scuderia Toro Rosso       | Toro Rosso STR11 | Ferrari V6 turbo hybride Type 060       | P |          |          |          |          | ESP 10 | MON Abd. | CAN 12   | EUR Abd. | AUT Abd. | GBR 10   | HON 16 | ALL 15 | BEL 14 | ITA Abd. | SIN 9  | MAL 14   | JPN 13 | USA 12 | MEX 18   | BRE 13 | ABU Abd. | 14e | 25 |
| 2017 | Scuderia Toro Rosso       | Toro Rosso STR12 | Renault V6 turbo hybride R.E.17         | P | AUS 9    | CHN Abd. | BHR 12   | RUS 12   | ESP 9  | MON Abd. | CAN Abd. | AZE Abd. | AUT 16   | GBR 15   | HON 11 | BEL 12 | ITA 12 | SIN Abd. | MAL    | JPN      | USA 10 | MEX    | BRE      | ABU    |          | 19e | 5  |
| 2019 | Red Bull Toro Rosso Honda | Toro Rosso STR14 | Honda V6 turbo hybride RA619H           | P | AUS 10   | BAH 12   | CHN Abd. | AZE Abd. | ESP 9  | MON 7    | CAN 10   | FRA 14   | AUT 17   | GBR 9    | ALL 3  | HON 15 | BEL 7  | ITA Abd. | SIN 15 | RUS 12   | JPN 10 | MEX 11 | USA 12   | BRE 10 | ABU 9    | 13e | 37 |
| 2020 | Scuderia AlphaTauri Honda | AlphaTauri AT01  | Honda V6 turbo hybride RA620H           | P | AUT Abd. | STY 10   | HON 12   | GBR Abd. | 70e 10 | ESP 12   | BEL 11   | ITA 9    | TOS 7    | RUS 8    | EIF 15 | POR 19 | EMI 4  | TUR 12   | BAH 11 | SAK 7    | ABU 11 |        |          |        |          | 14e | 32 |
| Légende |                           |                  |                                         |   |          |          |          |          |        |          |          |          |          |          |        |        |        |          |        |          |        |        |          |        |          |     |    |
| - ** En 2016, Kvyat court pour Red Bull Racing jusqu'au GP de Russie (4e manche du championnat), puis pour Toro Rosso jusqu'à la fin de la saison. |                           |                  |                                         |   |          |          |          |          |        |          |          |          |          |          |        |        |        |          |        |          |        |        |          |        |          |     |    |
| Légende : ici |                           |                  |                                         |   |          |          |          |          |        |          |          |          |          |          |        |        |        |          |        |          |        |        |          |        |          |     |    |

## Résultats en championnat du monde d'endurance
| Saison | Écurie         | Châssis  | Moteur                     | Pneus    | Courses disputés | Pole positions | Victoires | Podiums | Dans les points | Records du tour | Points inscrits | Classement |
| ------ | -------------- | -------- | -------------------------- | -------- | ---------------- | -------------- | --------- | ------- | --------------- | --------------- | --------------- | ---------- |
| 2022   | G-Drive Racing | Oreca 07 | Gibson GK458 4,5 L V8 Atmo | Goodyear |                  |                |           |         |                 |                 |                 |            |
| 2023   | Prema Racing   |          |                            |          |                  |                |           |         |                 |                 |                 |            |

| 2022          | G-Drive Racing | Aurus 01 | Gibson GK458 4,5 L V8 Atmo | G | SEB | SPA | LMS | MON | FUJ | BHR |  |  |
| Légende       |                |          |                            |   |     |     |     |     |     |     |  |  |
| Légende : ici |                |          |                            |   |     |     |     |     |     |     |  |  |

## Carrière avant la Formule 1

### Résultats en karting
| Saison | Championnat                              | Écurie           | Classement |
| ------ | ---------------------------------------- | ---------------- | ---------- |
| 2007   | Championnat italien - 100 cm3 Junior     | Viacheslav Kvyat | 9e         |
| 2007   | Torneo delle Industrie - KF3             |                  | 16e        |
| 2007   | Copa de Campeones - KF3                  |                  | 11e        |
| 2008   | South Garda Winter Cup - KF3             | Chiesa Corse     | 9e         |
| 2008   | Trophée Andrea Margutti - KF3            | Chiesa Corse     | 13e        |
| 2008   | Bridgestone Cup Europe - KF3             |                  | 1er        |
| 2008   | Silver Cup - KF3                         |                  | 1er        |
| 2008   | WSK International Series - KF3           | Morsicani Racing | 29e        |
| 2008   | Torneo delle Industrie - KF3             | Morsicani Racing | 1er        |
| 2008   | Championnat d'Europe CIK-FIA - KF3       | Morsicani Racing | 3e         |
| 2008   | Championnat Asie-Pacifique CIK-FIA - KF3 | Morsicani Racing | 2e         |
| 2008   | Copa de Campeones - KF3                  | Morsicani Racing | 14e        |
| 2009   | South Garda Winter Cup - KF3             | Morsicani Racing | 1er        |
| 2009   | Trophée Andrea Margutti - KF3            | Morsicani Racing | 1er        |
| 2009   | WSK International Series - KF3           | Morsicani Racing | 2e         |
| 2009   | Championnat d'Europe CIK-FIA - KF3       | Morsicani Racing | 3e         |
| 2009   | Coupe du Monde CIK-FIA - KF3             | Morsicani Racing | 46e        |

### Résultats en Formules de promotion
| Saison | Championnat                       | Écurie                    | Courses | Victoires | Pole positions | Meilleurs tours | Podiums | Points inscrits | Classement |
| ------ | --------------------------------- | ------------------------- | ------- | --------- | -------------- | --------------- | ------- | --------------- | ---------- |
| 2010   | Formule BMW Europe                | EuroInternational         | 16      | 0         | 0              | 0               | 1       | 138             | 10e        |
| 2010   | Formule BMW Pacifique             | EuroInternational         | 8       | 2         | 2              | 0               | 5       |                 | invité     |
| 2010   | Formula Renault UK Winter Series  | Koiranen Bros. Motorsport | 6       | 0         | 1              | 0               | 2       | 109             | 4e         |
| 2010   | Eurocup Formula Renault 2.0       | Koiranen Bros. Motorsport | 2       | 0         | 0              | 0               | 0       |                 | invité     |
| 2011   | Eurocup Formula Renault 2.0       | Koiranen Bros. Motorsport | 14      | 2         | 2              | 3               | 6       | 155             | 3e         |
| 2011   | Formula Renault 2.0 NEC           | Koiranen Bros. Motorsport | 20      | 7         | 2              | 5               | 12      | 441             | 2e         |
| 2011   | Formula Renault UK Finals Series  | Koiranen Bros. Motorsport | 6       | 0         | 0              | 1               | 2       | 111             | 3e         |
| 2011   | Toyota Racing Series              | Victory Motor Racing      | 12      | 1         | 1              | 3               | 6       | 600             | 5e         |
| 2012   | Eurocup Formula Renault 2.0       | Koiranen Bros. Motorsport | 14      | 7         | 3              | 5               | 9       | 234             | 2e         |
| 2012   | Formula Renault 2.0 Alps          | Koiranen Bros. Motorsport | 14      | 4         | 7              | 4               | 8       | 217             | Champion   |
| 2013   | GP3 Series                        | MW Arden                  | 14      | 3         | 1              | 3               | 4       | 162             | Champion   |
| 2013   | Championnat d'Europe de Formule 3 | Carlin Motorsport         | 21      | 1         | 5              | 1               | 7       |                 | invité     |

- Note : un pilote invité ne marque aucun point.

## Vie personnelle
D'août 2016 à décembre 2019, Kvyat est en couple avec Kelly Piquet, la fille de Nelson Piquet ; ils ont une fille née en juillet 2019.